# Fístula anal
Uma fístula anal é uma comunicação anormal de longa duração entre o canal anal e geralmente a pele ao redor do ânus. Os sintomas podem incluir dor retal e drenagem de pus. As complicações podem incluir incontinência fecal, estenose anal e recorrência da fístula.
A causa mais comum é um abscesso anal prévio que não cicatriza adequadamente. Os fatores de risco incluem a doença de Crohn, radioterapia, obesidade, diabetes, tabagismo, níveis elevados de lipídios no sangue e falta de exercício. Elas geralmente começam a partir de uma glândula anal, que está localizada entre o esfíncter anal externo e o interno e drenam para o canal anal. Se houver um único trajeto, menos de 30% de envolvimento do esfíncter externo e nenhuma causa subjacente, é classificada como simples; caso contrário, é classificada como complexa. O diagnóstico pode exigir exame sob anestesia ou por imagem médica.
O tratamento geralmente é feito por meio de cirurgia, utilizando uma técnica dentre várias. Geralmente não são necessários antibióticos. Porém, quando relacionada à doença de Crohn, pode ser, pelo menos inicialmente, tratada com medicamentos. São afetados cerca de 12 em cada 100.000 homens e 6 em cada 100.000 mulheres. O início geralmente ocorre entre 20 e 40 anos. Ocorre entre 30% e 50% dos indivíduos com abscesso anal.